# Elsa Wagner

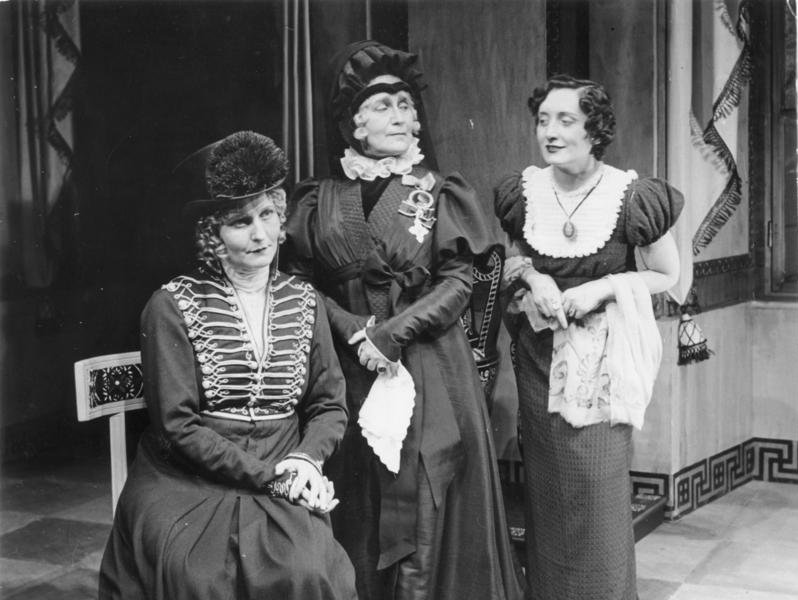
Emmy Göring, Elsa Wagner y Herma Clement en una escena de Prinz von Preussen, de Hans Schwarz, en 1935

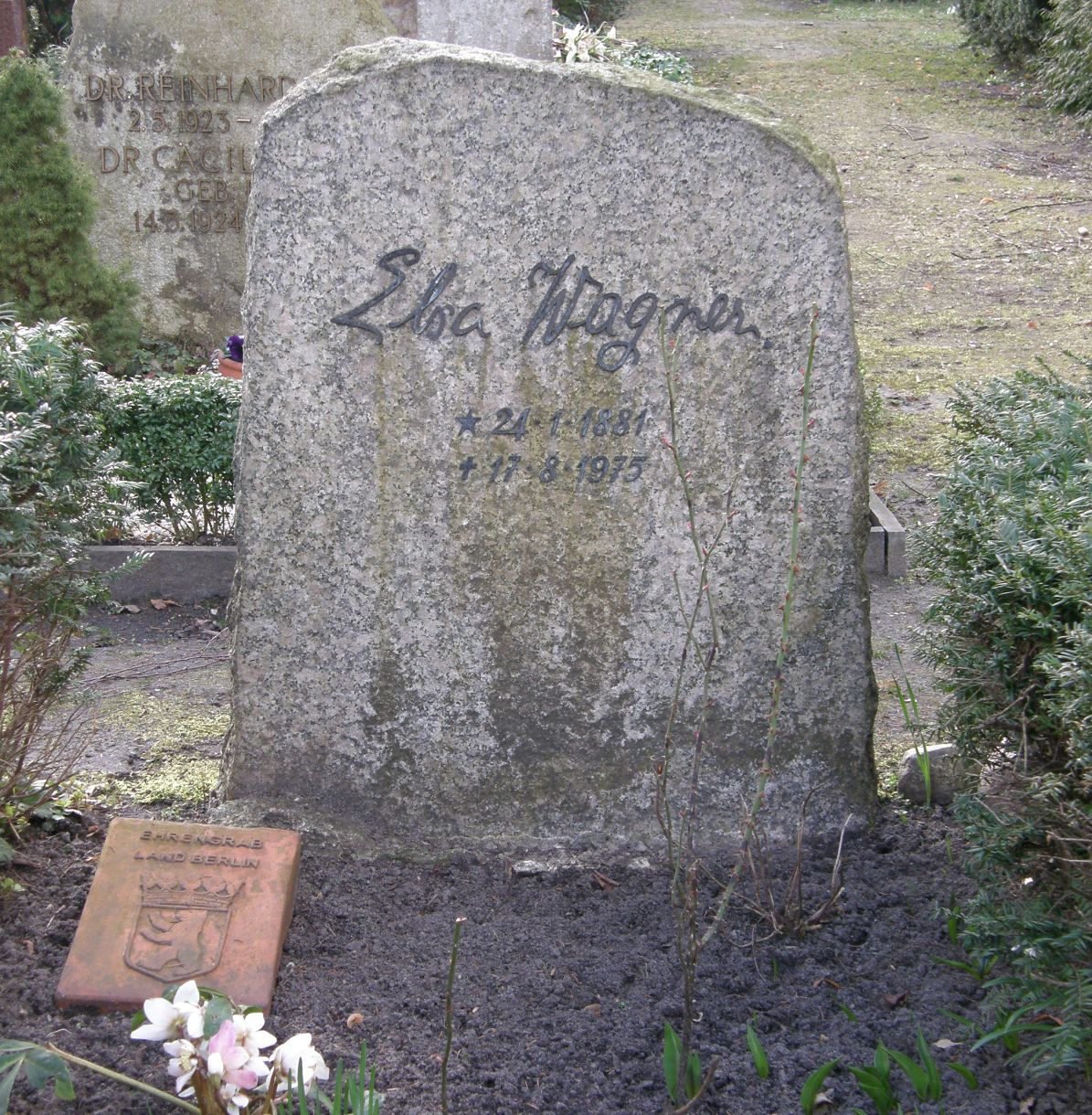
Tumba de Elsa Wagner

Elsa Wagner  (24 de enero de 1881 - 17 de agosto de 1975) fue una actriz teatral y cinematográfica alemana, a lo largo de cuya carrera iniciada en el año 1916 participó en al menos un total de 140 largometrajes durante el siglo XX, incluyendo El gabinete del doctor Caligari de 1920.

## Biografía
Su nombre completo era Elisabeth Karoline Auguste Wagner, y nació en Tallin, actualmente parte de Estonia. Elsa Wagner recibió formación como actriz de Maria Spettini (1847–1904) en San Petersburgo, y debutó en 1901 en el Berliner Novitätenbühne. En una primera fase itinerante de su carrera, realizó una gira teatral por Prusia Oriental y Prusia Occidental.
Además de sus actuaciones en gira con múltiples producciones teatrales, entre ellas Fausto y Peer Gynt, consiguió papeles en más de 140 largometrajes, entre ellos Das Cabinet Des Dr. Caligari (El gabinete del doctor Caligari) de Robert Wiene y Von Morgens bis Mitternachts (De la mañana a la medianoche) de Karl Heinz Martin en 1920, Das Brennende Acker (La tierra en llamas) de F. W. Murnau en 1922 , Die Buddenbrooks de Gerhard Lamprecht e INRI de Wiene en 1923, y E. R. Dupont en 1923. 1929 Atlántico.
Wagner trabajó en teatros de Heidelberg y Plauen. Desde 1907 a 1911 actuó en el Residenztheater de Hannover, y entre 1911 y 1921 en el Deutsches Theater de Berlín. Desde 1921 hasta el final de la Segunda Guerra Mundial actuó en el Konzerthaus Berlin, luego nuevamente en el Deutsches Theater, y a partir de 1951 en el Teatro Schiller de Berlín y en el Schloßpark Theater de esa ciudad.
Como actriz teatral, Elsa Wagner llevó a cabo principalmente papeles de reparto, como el de Marthe en Fausto, el de Aase en Peer Gynt, o el de ama de llaves en Exiliados, de James Joyce.
También hizo numerosos papeles cinematográficos de reparto. En sus últimos años también trabajó en televisión en producciones como la serie Jedermannstraße Nr. 11. En el año 1966 recibió el premio Filmband in Gold por su carrera en el cine, y en 1971 el premio Ernst-Reuter-Plakette.
Elsa Wagner falleció en Berlín en el año 1975. Fue enterrada en una tumba honorífica en el Cementerio Dahlem de Berlín.

## Filmografía (selección)
| - 1916 : Das wandernde Licht - 1917 : Feenhände - 1918 : Der Rattenfänger - 1918 : Der fremde Fürst - 1918 : Der Fall Rosentopf - 1919 : El gabinete del Dr. Caligari - 1919 : Die lebende Tote - 1919 : Satanas (película de 1919)\|Satanas - 1920 : Monica Vogelsang - 1920 : Von morgens bis mitternachts - 1920 : Die goldene Krone - 1920 : Die Marchesa d’Armiani - 1922 : Der brennende Acker - 1922 : Das Licht um Mitternacht - 1923 : Die Buddenbrooks - 1923 : I.N.R.I. (película de 1923)\|I.N.R.I. - 1924 : Frühlingsfluten - 1925 : Die gefundene Braut - 1926 : Menschen untereinander - 1926 : Die Unehelichen - 1927 : Die Sporck'schen Jäger - 1927 : Der Meister von Nürnberg - 1927 : Was die Kinder ihren Eltern verschweigen - 1927 : Das Mädchen mit den fünf Nullen - 1927 : Violantha - 1928 : Lotte (película de 1928)\|Lotte - 1928 : Die von der Scholle sind - 1928 : Luther – Ein Film der deutschen Reformation - 1929 : Ehe in Not - 1929 : Manolescu (película de 1929)\|Manolescu - 1929 : Frühlingsrauschen - 1929 : Das brennende Herz - 1929 : Atlantik (película de 1929)\|Atlantik - 1929 : Ich lebe für Dich - 1931 : Das Lied vom Leben | - 1931 : Die Koffer des Herrn O.F. - 1931 : Der unbekannte Gast - 1932 : Drei von der Stempelstelle - 1932 : Die elf Schill’schen Offiziere - 1933 : Was wissen denn Männer - 1933 : Herthas Erwachen - 1933 : Morgenrot - 1934 : Gold (película de 1934)\|Gold - 1934 : Musik im Blut - 1935 : Barcarole (película de 1935)\|Barcarole - 1935 : Hundert Tage - 1935 : Das Mädchen Johanna - 1935 : Der Student von Prag - 1936 : Annemarie. Die Geschichte einer jungen Liebe - 1936 : Das Mädchen Irene - 1936 : Die Entführung - 1936 : Hans im Glück (película de 1936)\|Hans im Glück - 1936 : Moskau – Shanghai - 1936 : Moral (película de 1936)\|Moral - 1937 : Die göttliche Jette - 1937 : Ball im Metropol - 1937 : Gasparone (película de 1937)\|Gasparone - 1937 : Kapriolen - 1937 : Unternehmen Michael - 1938 : Der Spieler - 1938 : Tanz auf dem Vulkan - 1938 : Pour le Mérite (película de 1938)\|Pour le Mérite - 1939 : Die Geliebte - 1939 : Der Florentiner Hut - 1939 : Lauter Liebe - 1939 : Ihr erstes Erlebnis - 1940 : Traummusik - 1940 : Hänsel und Gretel (película de 1940)\|Hänsel und Gretel - 1940 : Ritorno (película de 1940)\|Ritorno - 1940 : Achtung! Feind hört mit! - 1940 : Was wird hier gespielt? | - 1973 : Der Fußgänger |

## Radio
- 1950 : Jacques Roumain: Herr über den Tau, dirección de Hanns Farenburg  (Berliner Rundfunk)
- 1958 : Dieter Meichsner: Auf der Strecke nach D., dirección de Curt Goetz-Pflug (Sender Freies Berlin)